# ベンジャミン・リー・スミス
ベンジャミン・リー・スミス (英語: Benjamin (Ben) Leigh Smith)とは、イングランドのヨット操縦者、探検家である。

## 幼少期
サセックスでアルフレトンの製粉所従業員のAnne Longdenの婚外子として生まれる。父はホイッグ党の政治家ベンジャミン・スミス、祖父は急進的な奴隷解放主義者として著名なウィリアム・スミス。1826年、父がダービーシャーに住む姉妹の元を訪ねた際、Anne Longdenに出会う。Anneは懐妊し、イースト・サセックスバトル近郊の小さな村ワットリントンの借家に移り、バーバラを生む。のちベンジャミンが生まれると4人は2年間アメリカへ移住する。その後サセックスに戻ると更に2人の子をもうける。そんな中1834年にAnneは結核を患いワイト島にある小さな町ライドにて死去。この時ベンジャミンは5歳だった。

## 探検

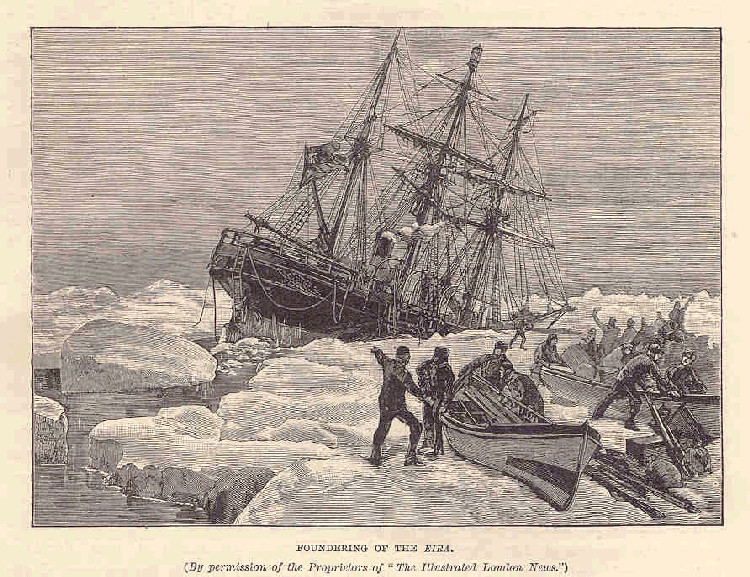
Eiraの遭難(1881年)

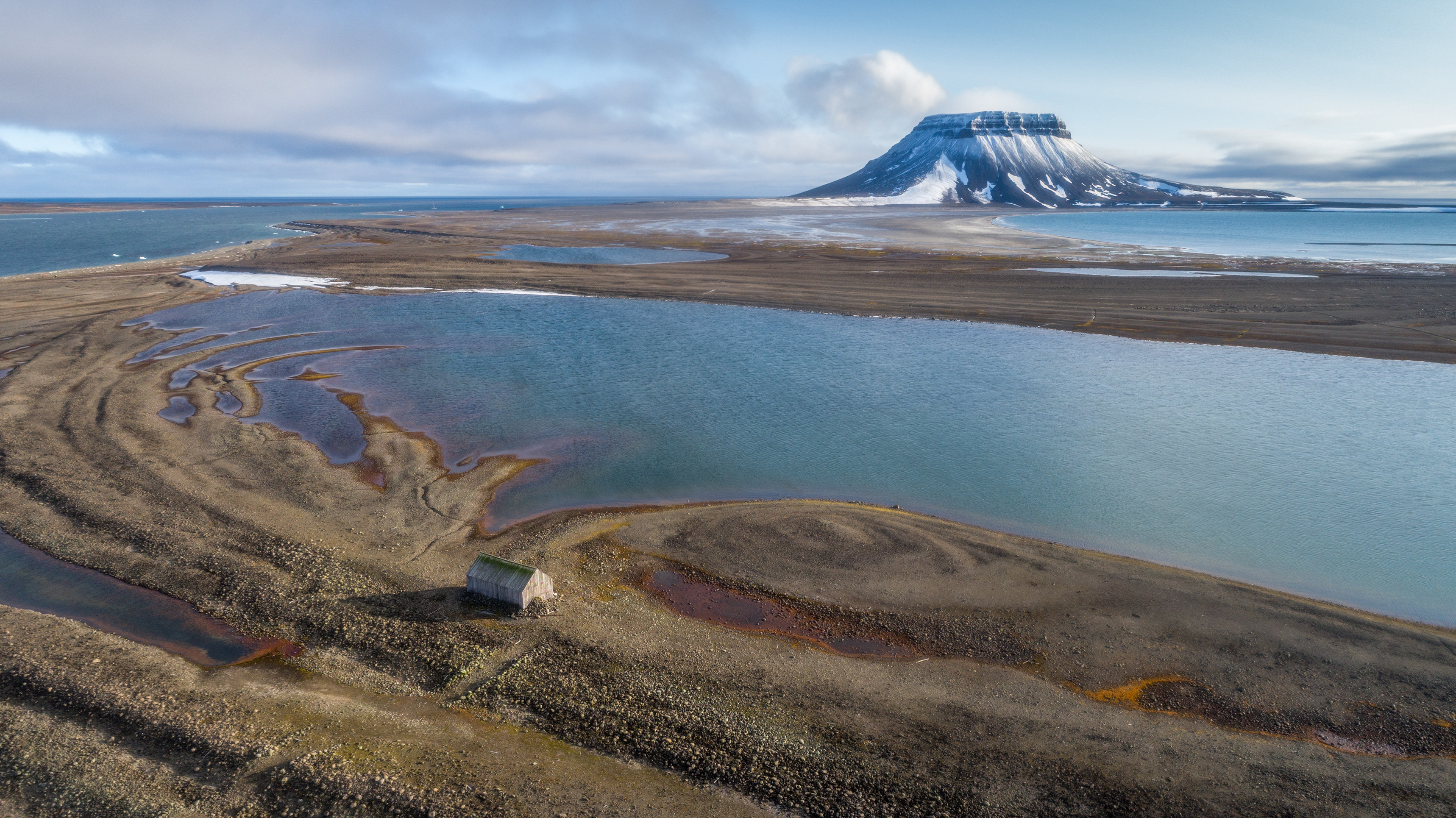
ベンジャミンがゼムリャフランツァヨシファの探検の際、ベル島に建てた小屋(Eira Lodge)

1871年から1882年に掛けてベンジャミンはスヴァールバル諸島およびゼムリャフランツァヨシファへ5度の学術調査のための探検を行う。
スヴァールバル諸島ではブロッコイア島やフォイノヤ島など諸島北東の31の地点を発見し命名している。大英博物館と王立植物園のために標本を持ち帰り、ロンドン動物園のために生きたホッキョクグマを連れて帰るなどした。4度目の探検では北極探検に対する熱意から自身の船Eiraを建造した。Eiraは1881年にゼムリャフランツァヨシファ南方にあるノルトブルク島のフローラ岬付近の氷河に衝突し沈没、ベンジャミンと隊員らは10カ月に渡り遭難する。沈没した船は2017年8 月にロシアの探検船Alter Egoによりノルトブルク島から20 m沖にて偶然発見された 

## 評価
1881年に王立地理学会の金メダルを授与される 。
ゼムリャフランツァヨシファのリー＝スミス島など彼に因んだ地名がいくつかある。